# Oospila arpata
Oospila arpata es una especie de polilla perteneciente a la familia Geometridae, descrita por el entomólogo estadounidense William Schaus en 1897, con distribución en Brasil. Pertenece a un grupo de especies que lleva su nombre. Recibe su nombre de un conocido del autor, de apellido Arp.

## Descripción
Es una polilla pequeña, con una envergadura de 16 a 19 milímetros (0,6 a 0,7 plg). Presenta manchas negruzcas, aisladas y conspicuas en el tornus del ala anterior y el ápice del ala posterior. Presenta bandas marginales de color marrón rojizo, continuas desde el ápice del ala anterior bajando hasta el tornus del ala posterior. La cabeza es rojiza, la frente y los palpos son marrones y entre las antenas es blanco. Las antenas del macho son bipectinadas. El tórax y el abdomen verdosos, las crestas son marrón oscuro.
El color de fondo de las alas verde. El ala anterior tiene una mancha redondeada de color marrón oscuro a violáceo, desde la vena CuA2 hasta el tornus del ala,: Notas 1  con bordes amarillentos. El ala posterior tiene una mancha apical redondeada de color marrón oscuro o violáceo. La línea marginal es de color gris parduzco, interrumpida, el fleco es amarillo, ajedrezado con marrón en los extremos de las venas. Los puntos discales son diminutos o ausentes.